# Perissus aemulus
Perissus aemulus là một loài bọ cánh cứng trong họ Cerambycidae.